# Čchonghedžin (ASR-21)
ROKS Čchonghedžin (ASR-21) je záchranná loď ponorek námořnictva Korejské republiky. Do služby byla přijata roku 1996. Je to první jihokorejská pomocná loď této kategorie.

## Stavba

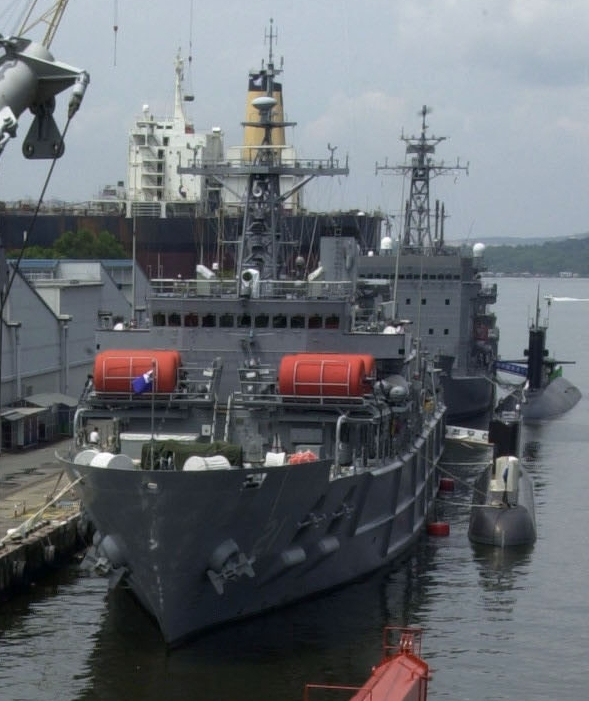
Čchonghedžin (ASR-21)

Stavba plavidla byla objednána roku 1992 u loděnice Daewoo Shipbuilding. Jeho kýl byl založen roku 1994 a na vodu bylo spuštěno roku 1995. Plavidlo bylo do služby přijato roku 1996.

## Konstrukce
Obrannou výzbroj tvoří 20mm kanón M61 Vulcan. Plavidlo je vybaveno pro nesení hlubokomořského záchranného plavidla DSRV a dalšího záchranného vybavení. DSRV má dvoučlennou posádku a pojme až deset zachráněných osob. Může se ponořit do hloubky 457 metrů. Například je vybaveno potápěčským zvonem a dekompresní komorou. S vybavením manipulují dva jeřáby. Na palubě nese rovněž dva vyloďovací čluny LCVP. Na zádi se nachází přistávací plocha pro vrtulník. Pohonný systém tvoří čtyři diesely Man Burmeister & Wain 16V 28/32. Nejvyšší rychlost dosahuje osmnáct uzlů a cestovní rychlost patnáct uzlů. Dosah je 9500 námořních mil. Plavidlo může operovat šedesát dnů bez doplnění zásob.

## Služba
V roce 1998 plavidlo dokázalo vyzvednout u východního pobřeží Koreje potopenou severokorejskou miniponorku třídy Yugo. Roku 1999 bylo vyzvednuto poloponorné plavidlo, které se potopilo u ostrova Jokči do hloubky 157 metrů. V březnu 1999 bylo 100 kilometrů jižně od ostrova Kodže vyzvednuto severokorejské poloponorné plavidlo, které se potopilo do hloubky 150 metrů.